# Abisag
Abisag (in ebraico אבישג, "Padre divino"; fl. X secolo a.C.) è un personaggio biblico dell'Antico Testamento.
Era una giovane donna  di Sunem, un villaggio della tribù di Issachar (Giosuè, 19,18).
Abisag divenne una serva di Re Davide ed ebbe il soprannome di Sunammita. Secondo l'Antico Testamento non ebbe rapporti sessuali con il re (Primo libro dei re, 1,4), ma dopo la morte di Davide fu considerata una delle sue concubine. È questo il motivo per cui Salomone intende la richiesta della mano di Abisag da parte del fratellastro Adonia, secondo le tradizioni orientali, come rivendicazione del trono.

## Tradizione ebraica
La tradizione ebraica associa Abisag ad un'altra donna di Sunem, che ospitò il profeta Eliseo. Inoltre, la tradizione ebraica ritiene che re Davide non fece di Abisag una delle sue mogli perché ne aveva già diciotto, il numero massimo consentito ad un re dalla legge ebraica.

## Arte
Abisag (o Abishag) viene universalmente conosciuta come una bellezza assoluta, tanto che, secondo alcuni, sarebbe la protagonista del Cantico dei Cantici. Nell'arte, la donna è rappresentata, soprattutto da miniatori medievali, sempre a fianco del re Davide, impegnata nel curarlo o ad accudire il suo corpo esanime nel letto di morte. In tali miniature viene rappresentata con le mani incrociate sul petto, simbolo di devozione assoluta e di riverenza al suo re.
Nel campo operistico sono stati scritti diversi libretti, sulle vicende di Abisag e David:
- "La Sunamitide, ovvero il Trionfo della Virtù e della Bellezza", oratorio sacro per la Madonna del Ponte di Lanciano (1853), testo di Carlo Madonna, musica di Francesco Paolo Masciangelo,
- "Sunamith", cantata per soli, coro e orchestra di Leopold Damrosh (1882),
- "Sinamith" di Julius Rosemberg, musica di Anton Rubistein,
- "La Sunamite", scena lirica  per mezzosoprano, coro femminile e orchestra di Emmanuel Chabrier (1884),
- "Sunamith" opera in un atto di Paul August von Klenau (1913),
- "La Sunamita", 3 visioni liriche di Amilcare Zanella (1926).